# 江苏路 (拉萨)

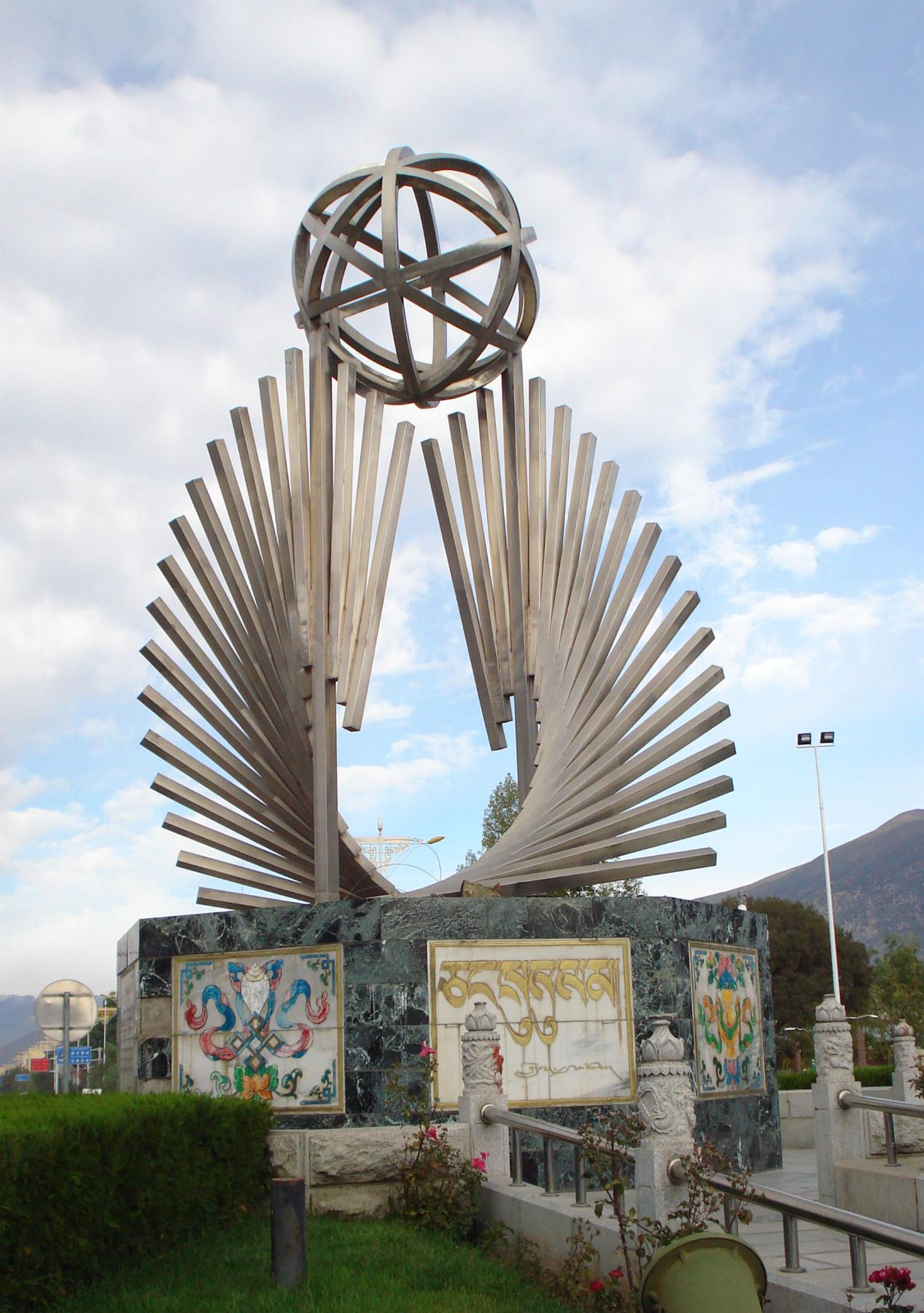
江苏路的江苏路纪念碑

江苏路，是中国西藏自治区拉萨市的一条东西向的道路。

## 简介
原名“金珠路”，因中国人民解放军西藏军区大院在该路上而得名（藏语称解放军为“金珠玛米”）。后江苏省援建该路翻新工程，1997年8月27日动土起造。完工后该路改称“江苏路”，并设立江苏路纪念碑，纪念江苏省的援建贡献。